# 克劳迪娅·曼迪亚
克劳迪娅·曼迪亚（義大利語：Claudia Mandia，1992年10月21日—），意大利射箭运动员。她曾代表意大利参加2016年夏季奥林匹克运动会射箭比赛，结果获得女子团体第四名。